# Transport for London

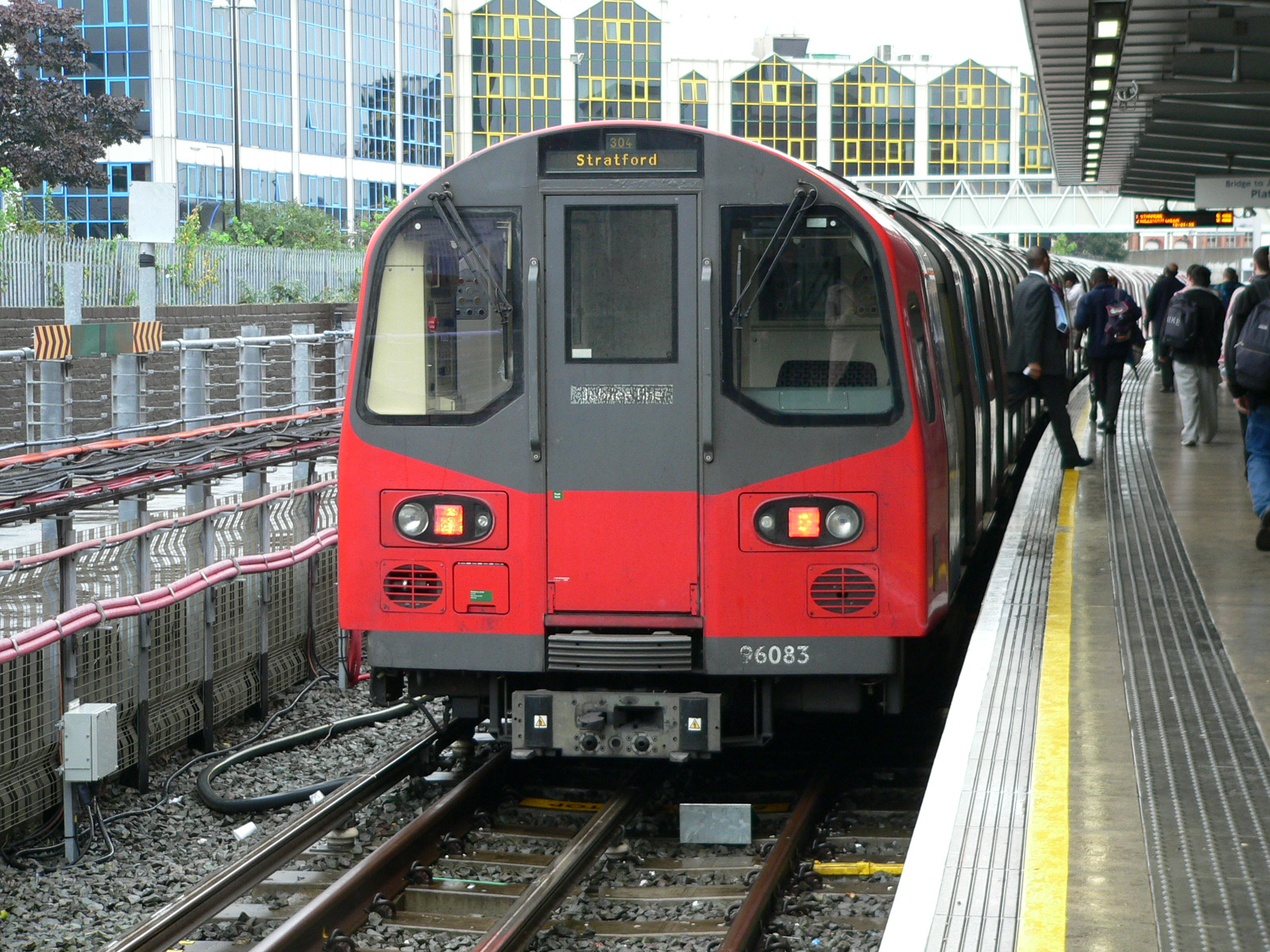
London Underground

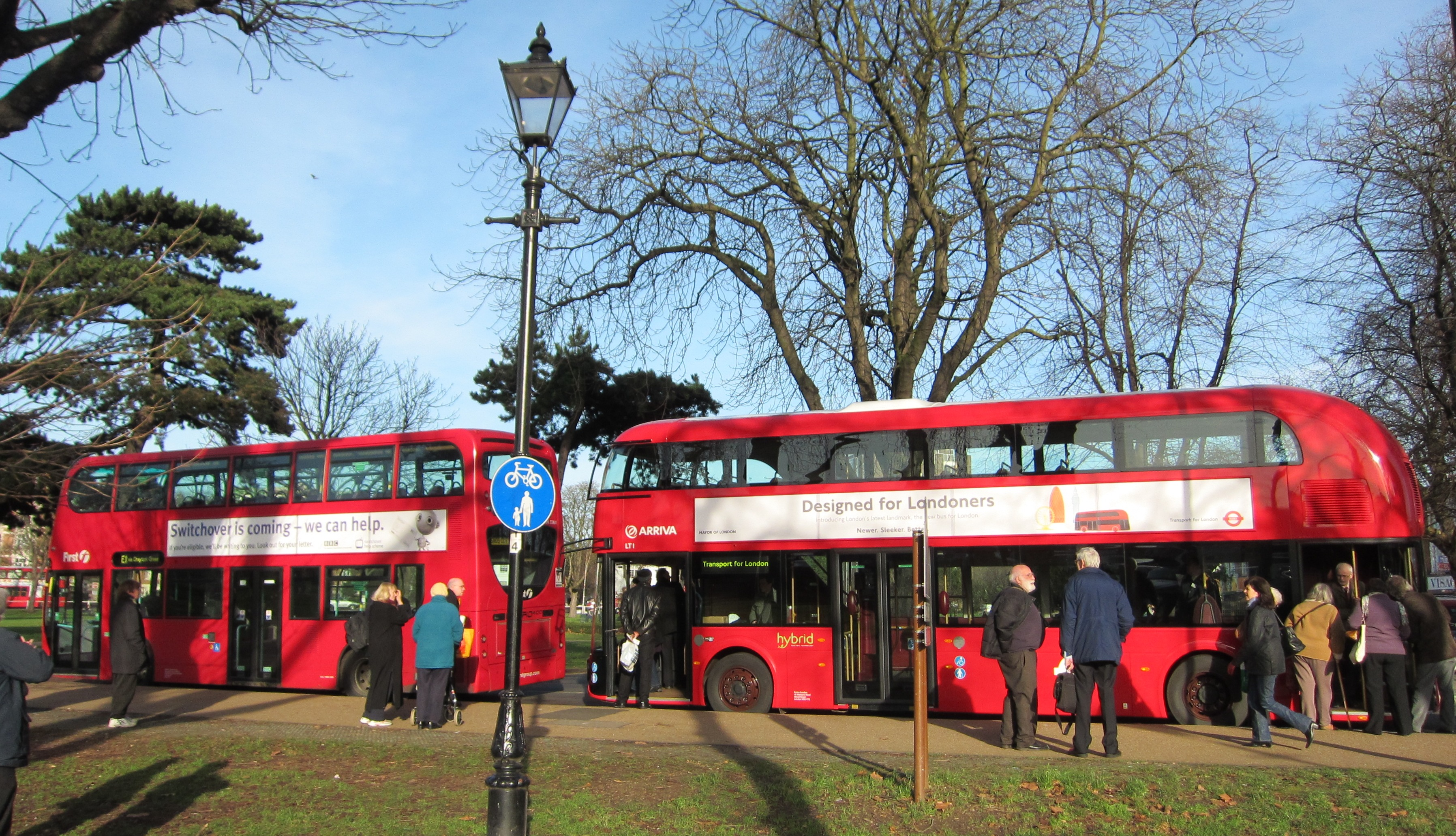
Londense bussen

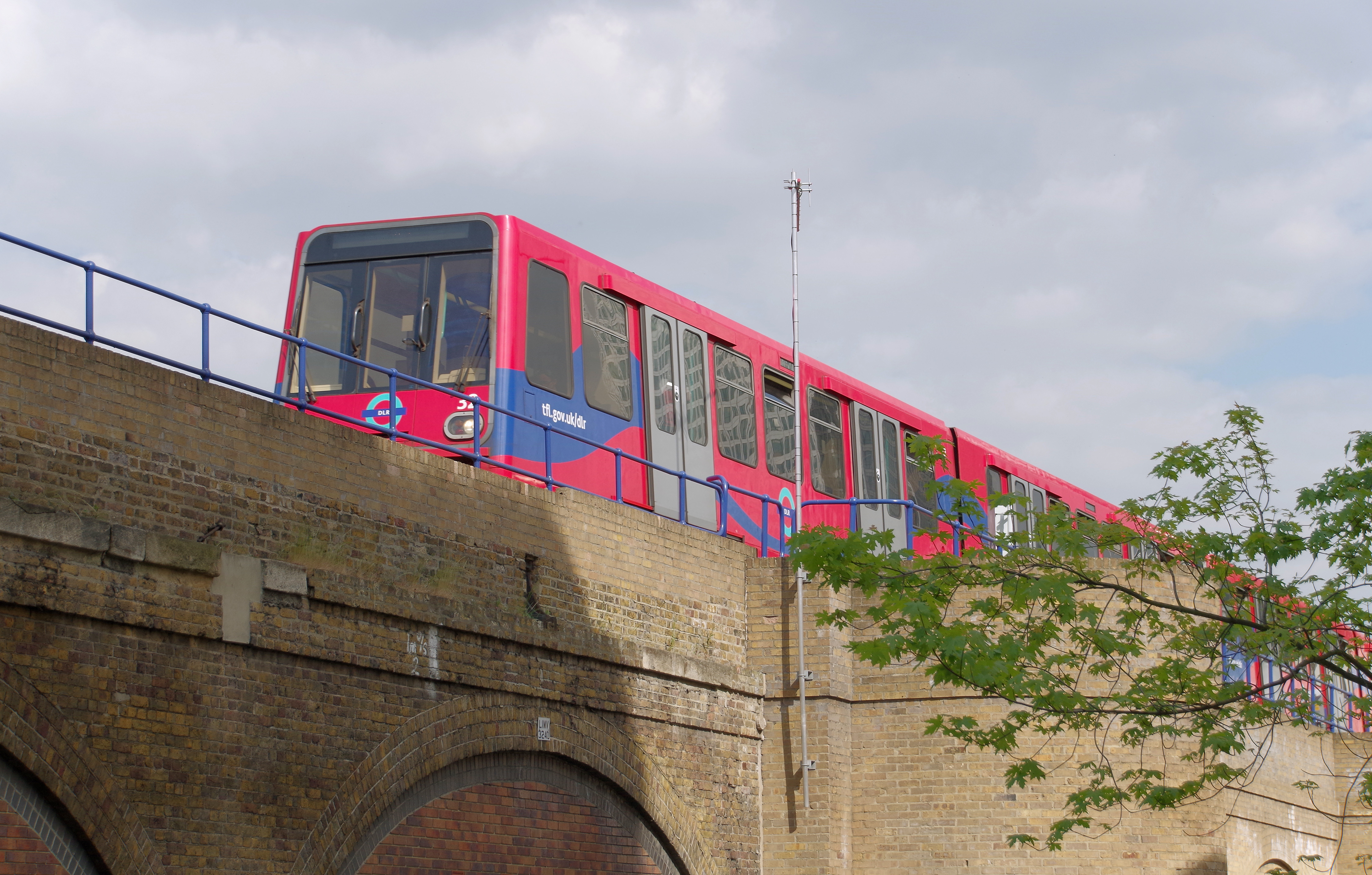
Docklands Light Railway

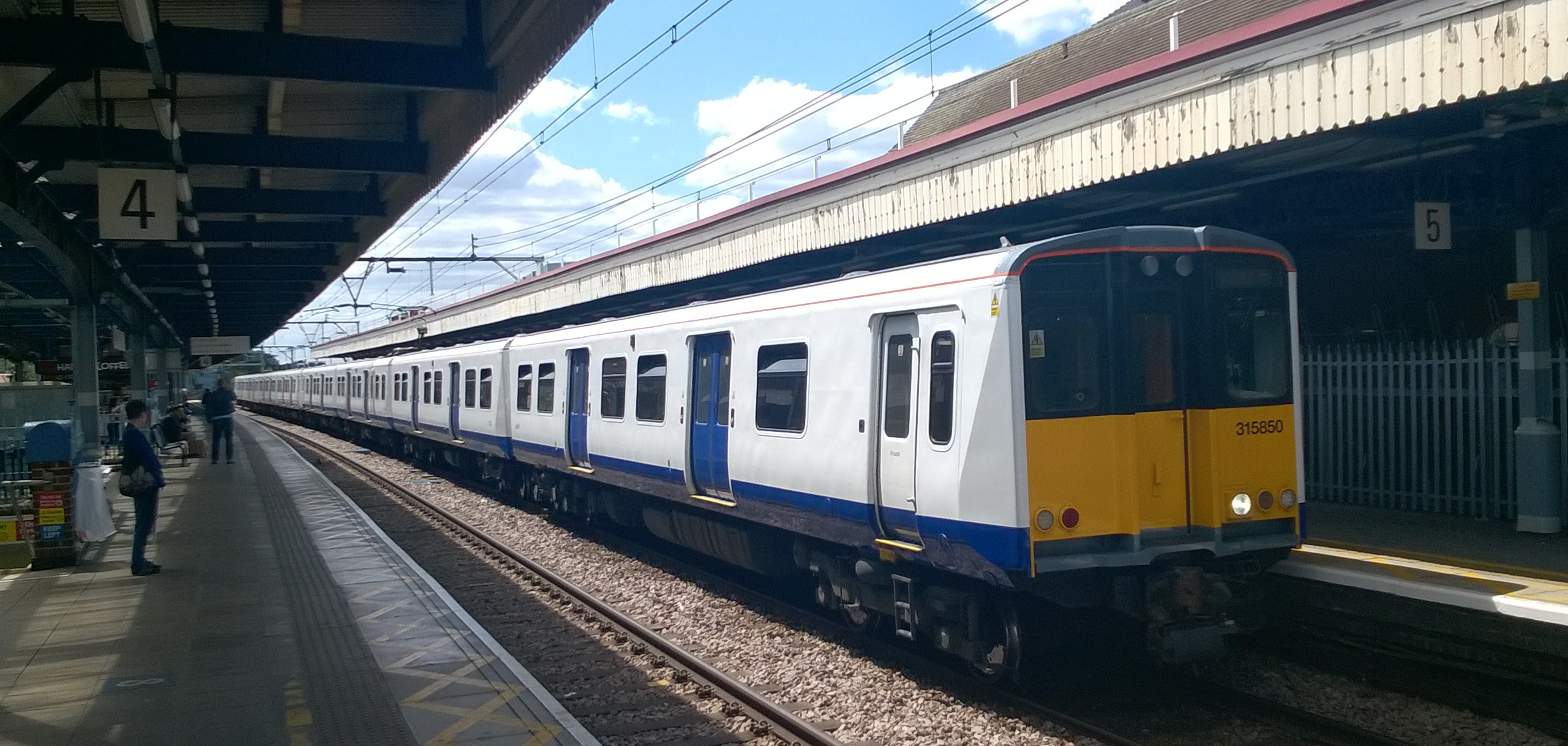
TfL Rail (voorloper van Crossrail)

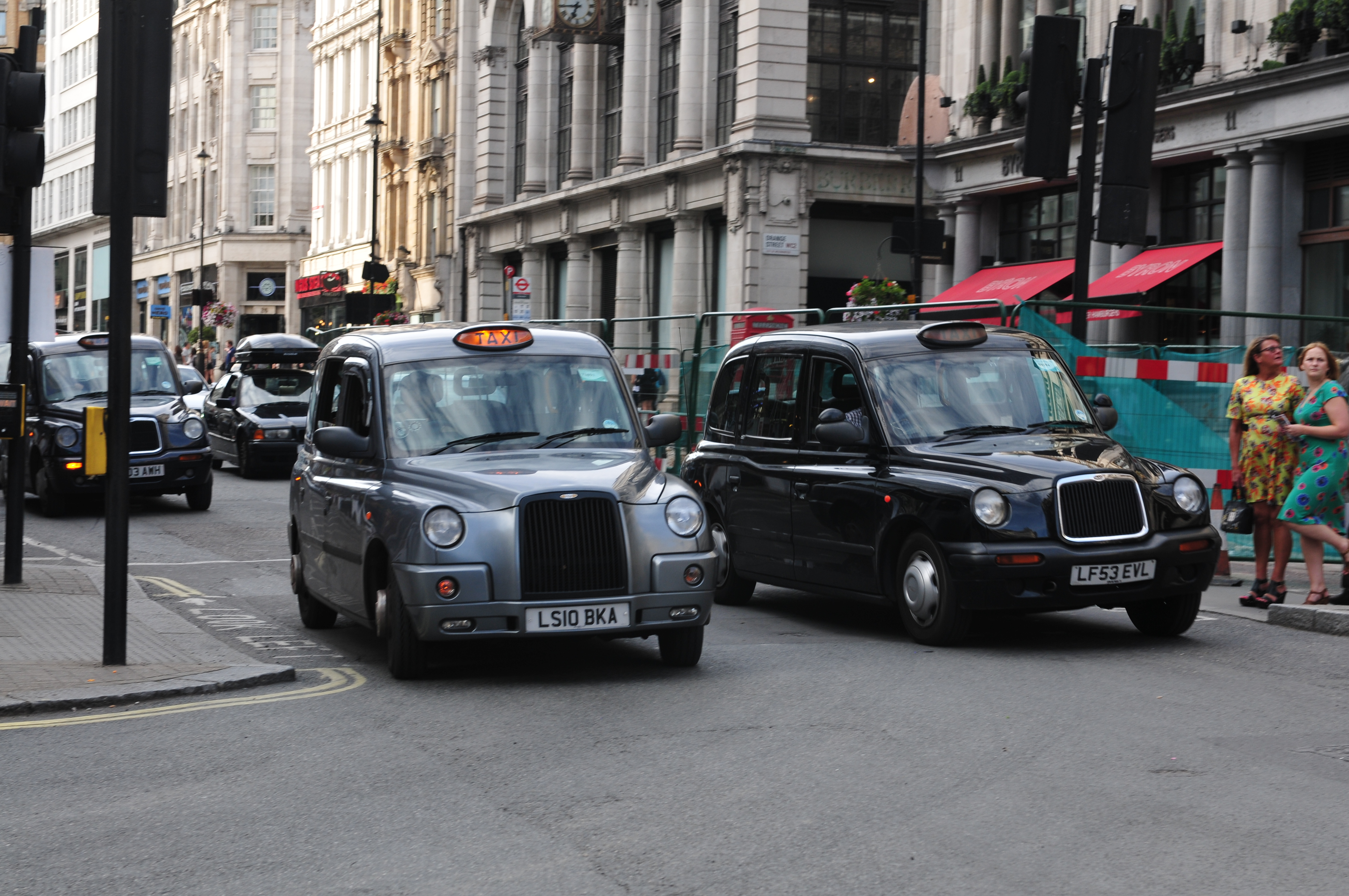
Cabs in Londen

Transport for London (TfL) is een overheidsorganisatie die verantwoordelijk is voor het (weg)verkeer en (openbaar) vervoer in de Londense agglomeratie ('Greater London'). Het hoofdkantoor van TfL is ontworpen door Charles Holden en is gevestigd op 55 Broadway, nabij het St. James's Park in Londen.

## Onderdelen
Transport for London bestaat uit een aantal onderdelen:
- TfL Rail is de voorlopige naam van de in 2015 gestarte treindiensten die in 2017, met de komst van nieuw materieel en in nieuwe huisstijl de naam Crossrail zullen gaan dragen en in 2019 de volledige route dwars door Londen zullen rijden.
- Docklands Light Railway is een automatisch metrosysteem in het oosten van Londen. De exploitatie is uitbesteed aan Serco.
- London Buses is een vervoersautoriteit die verantwoordelijk is voor het busvervoer in de stad. Bijna alle busdiensten zijn uitbesteed aan grote private vervoerders als Arriva, First en Go-Ahead. De reiziger merkt daar overigens weinig van omdat de vervoerders hetzelfde tariefsysteem hanteren en alle bussen dezelfde kleur rood hebben. London Buses beheert een netwerk van 700 buslijnen waarop ongeveer 6500 bussen dienstdoen. 1,5 miljard mensen maken jaarlijks gebruik van de bussen van London Buses.
- London Dial-a-Ride is verantwoordelijk voor vervoer van deur-tot-deur voor mensen die niet in staat zijn om gebruik te maken van het openbaar vervoer.
- London Rail is een organisatie die nauw samenwerkt met de Strategic Rail Authority, Network Rail en de spoorwegondernemingen om het treinvervoer in Londen te verbeteren.
- London River Services verleent vergunningen aan exploitanten van veerdiensten over de Theems.
- London Streets is de wegbeheerder van een wegennet van 580 kilometer. Street Management is ook verantwoordelijk voor de London Congestion Charge, een tolsysteem in het centrum van Londen.
- London Trams bestaat voorlopig alleen nog uit Tramlink, een tramnetwerk in het zuiden van Londen. De exploitatie is uitbesteed aan First Group. Er waren plannen voor nieuwe tramnetten in het westen (West London Tram) en het centrum (Cross River Tram) van Londen, maar deze werden in respectievelijk 2007 en 2008 voor onbepaalde duur uitgesteld.
- London Underground is de overkoepelende organisatie van de metro in Londen.
- London Overground exploiteert een aantal spoorlijnen in de Londense regio.
- Public Carriage Service verleent vergunningen aan taxiondernemers.
- Victoria Coach Station beheert een zeer groot busstation aan de Buckingham Palace Road in Londen.

Verder is Transport for London eigenaar van het London Transport Museum.